# Бурганёф (кантон)
Бурганёф (фр. Bourganeuf) — кантон во Франции, находится в регионе Лимузен. Департамент кантона — Крёз. Входит в состав округа Гере. Население кантона на 2006 год составляло 6084 человек.
Код INSEE кантона 2307. Всего в кантон Бурганёф входят 13 коммун, из них главной коммуной является Бурганёф.

## Коммуны кантона
- Орья — население 122 чел.
- Боморо-ле-Мин — население 247 чел.
- Бурганёф — население 2980 чел.
- Фо-Мазюра — население 166 чел.
- Манса-ла-Курьер — население 89 чел.
- Мабаро-Меринья — население 361 чел.
- Монбуше — население 362 чел.
- Сент-Аман-Жартуде — население 174 чел.
- Сен-Дизье-Лейрен — население 871 чел.
- Сен-Мартен-Сент-Катрин — население 357 чел.
- Сен-Пьер-Шеринья — население 160 чел.
- Сен-Приест-Палю — население 45 чел.
- Субребост — население 150 чел.